# Як-42
Як-42 (за кодифікацією НАТО — «Clobber», що означає мотлох, ганчір'я на сленгу північноамериканських і британських повітряних сил) — середньомагістральний трирушійний пасажирський літак, розроблений в СРСР у середині 1970-х для заміни технічно застарілого Ту-134. Літак випускався Смоленським авіаційним заводом (1977—1981), а трохи згодом, у 1978, його виробництво було запроваджене й на Саратовському авіаційному заводі.

## Історія[2]

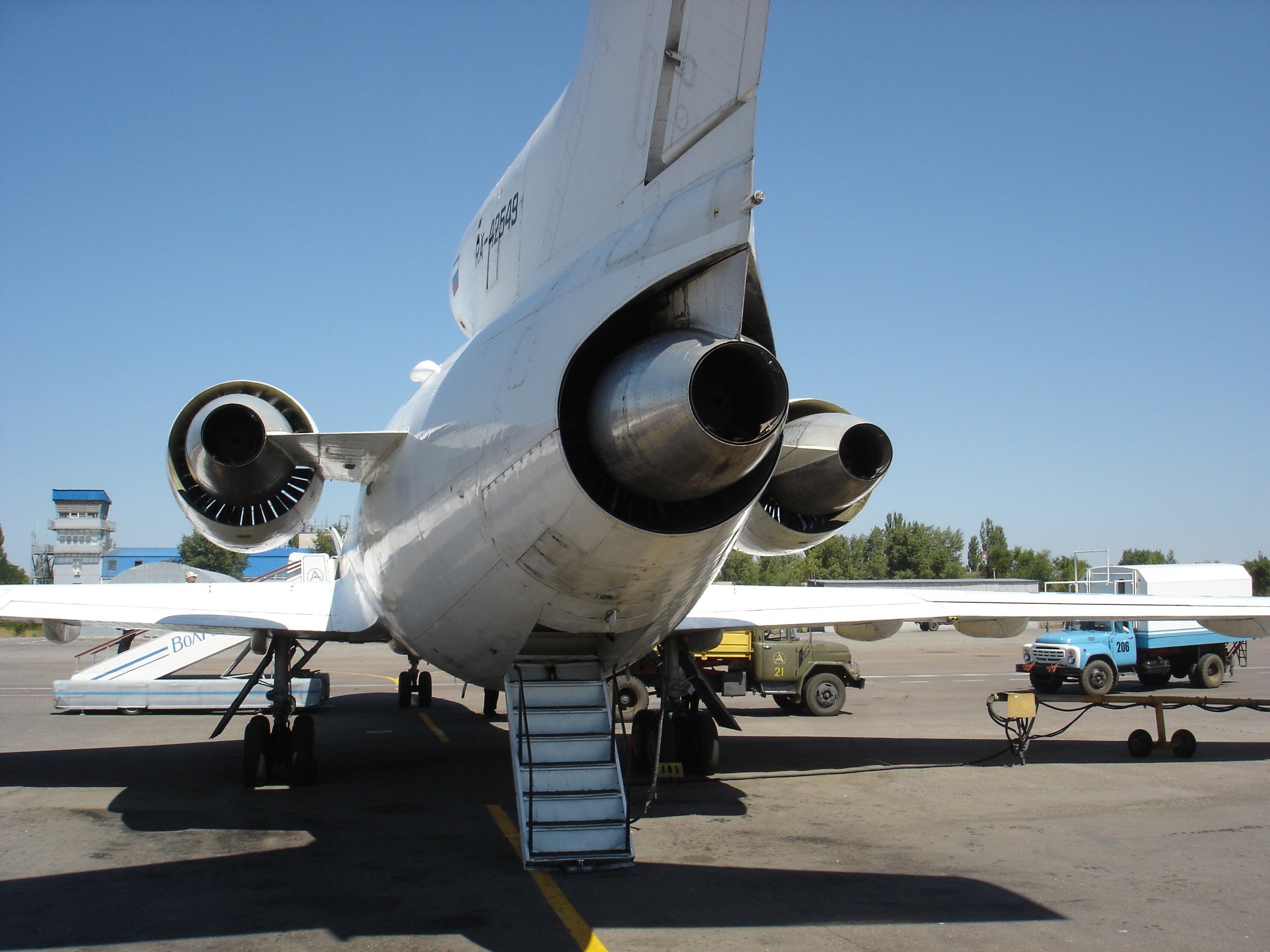
Задній трап

Розробка літака почалась у середині семидесятих років у зв'язку з необхідністю «Аерофлоту» в пасажирському літаку середньої дальності, що міг би замінити літаки Ільюшина Іл-18 і Туполева Ту-134. В намаганні зекономити час на розробку в КБ вирішили розробити варіанти літака Як-40 з більшою пасажиромісткістю. Було виготовлено три дослідних зразки: перший зі стрілуватістю крила 11°, а два інших зі стрілуватістю 23°. Останній варіант і було вибрано для серійного виробництва, літак отримав позначку Як-42. Від літака Як-40 він відрізнявся ще й повністю стрілуватим хвостовим опіренням, спареними колесами на кожній опорі шасі, та потужнішими двигунами, розробленими в Запоріжжі.
Літак є цільнометалевим низькопланом з фюзеляжем напівмонококової будови, трьома двуконтурними турбореактивними двигунами, триопорним шасі, що прибирається, консольним стрілуватим крилом і Т-подібним хвостовим оперенням з переставним стабілізатором.
Перший літак Як-42 надійшов в авіакомпанію «Аерофлот» на початку 1980. Катастрофа літака Як-42 з бортовим номером «СССР-42529», що відбулася 28 червня 1982, на два роки перервала виробництво Як-42 (з 1982 до 1984). В 1988 почалося серійне виробництво нової модифікації зі збільшеною льотною дальністю і максимальною злітною вагою — Як-42Д. Літак експортувався до КНР, Куби. Останній літак надійшов замовнику у 2003, але в цехах заводу залишався ще один Як-42Д на початковій стадії, інші фюзеляжі були порізані на брухт. Експлуатаційно-технічний супровід діючих літаків Як-42Д практично припинено, у зв'язку з припиненням діяльності ЗАТ «Саратовський авіаційний завод».

## Стан
З 1980 було вироблено 183 літаки (з них два для досліджень на міцність): 11 на Смоленському авіазаводі та 172 на Саратовському авіазаводі.

## Витрати палива
- 2300—3100 кг на годину в залежності від навантаження (за крейсерського режиму польоту).

## Модифікації
- Як-42 — початкова модель.
- Як-42А — версія з використанням авіоніки AlliedSignal. Зрештою розвинулась до Yak-142.
- Як-42Д — покращений варіант Як-42.
- Як-42Д-100 — варіант Як-42 із західною авіонікою (двигунами і радіоелектричним обладнанням літака).
- Як-42М, або Як-142, офіційно не є модифікацією Як-42, але по суті це так.
- Як-42Ф — модифікація для аерофотозняття, оснащена двома великими підкрильними контейнерами, в яких містяться електрооптичні давачі.
- Як-142 — модифікація зі збільшеною вагою брутто.
- Як-242 — планована до випуску версія, яка так і не пішла далі креслярської дошки. Натомість, Іркут МС-21, значно поліпшена версія Як-242, перші літаки планується ввести в експлуатацію у 2019 році, а серійне виробництво у 2020.

## Льотно-технічні характеристики
| Характеристика        | Параметр                                |
| --------------------- | --------------------------------------- |
| Вироблявся            | 1980—2002                               |
| Фірма-виробник        | Яковлев                                 |
| Тип                   | Середньомагістральний, вузькофюзеляжний |
| Довжина               | 36,38 м                                 |
| Висота хвоста         | 9,83 м                                  |
| Розмах крила          | 34,88 м                                 |
| Площа крила           | 150 м²                                  |
| Крейсерська швидкість | 0,75 M (810 км/г)                       |
| Дальність польоту     | 2900 км                                 |
| Висота польоту        | 9100 м                                  |
| Вага порожнього       | 33 500 кг                               |
| Злітна вага           | максимальна 57 500 кг                   |
| Екіпаж                | 2 пілоти та 1 інженер                   |
| Число пасажирів       | 120                                     |
| Двигуни               | 3 Прогрес Д-36                          |
| Потужність двигунів   | 3×63,74 кН                              |

## Втрати літаків
За даними на 8 вересня 2011 року було втрачено 9 літаків типу Як-42, загинуло 569 людини.
| Дата       | Бортовий номер | Місце катастрофи                   | Жертви  | Короткий опис |
| ---------- | -------------- | ---------------------------------- | ------- | --- |
| 05.1977    | СРСР           | Львів                              | 0/н.д.  | Транзитний рейс на паризький авіасалон Ле-Бурже. У Львові він здійснював посадку для дозаправки. |
| 28.06.82   | 42529          | неподалік Мозиря                   | 132/132 | Рейс Ленінград—Київ. Впав з висоти 10 000 м. Утомне руйнування механізму перестановки стабілізатора, що призвело до втрати керування. Після цієї катастрофи експлуатація Як-42 була призупинена майже на два роки до внесення змін у конструкцію. |
| 1986       | 42536          | аеропорт Москва (Биково)           | 0/н.д.  | Навчальний політ військового літака, спалахнув у повітрі. |
| 14.09.90   | 42351          | Свердловськ (Кольцово)             | 4/128   | Рейс Волгоград—Свердловськ, помилка екіпажу при заході на посадку. |
| 31.07.92   | B-2755         | Нанкін                             | 108/126 | Розбився при злітанні через відмову техніки. |
| 21.11.93   | 42390          | поблизу Охрида                     | 115/116 | Рейс Женева—Скоп'є, увігнався в гору в складних метеоумовах. |
| 17.12.97   | 42334          | неподалік Салонік                  | 70/70   | Рейс Одеса—Салоніки, неправильні дані висоти від авіадиспетчерів, помилка при заході на друге коло, увігнався в гору в складних метеоумовах. |
| 25.12.99   | CU-T1285       | неподалік Бейума                   | 22/22   | Виконував рейс Гавана—Каракас у складних погодних умовах, увігнався в гори Сан Луїс. |
| 26.05.03   | 42352          | біля Трабзона                      | 75/75   | Рейс Кабул—Бішкек—Трабзон—Сарагоса, увігнався в гору при заході на посадку в тумані. Пасажирами лайнера були іспанські військовослужбовці, що поверталися з Афганістану.                                                                          |
| 07.09.2011 | 42434          | біля аеропорту Ярославль (Туношна) | 44/45   | Зазнав аварії при злітанні. На борту літака знаходились гравці хокейного клубу «Локомотив» (Ярославль). Див. основну статтю Авіакастрофа під Ярославлем 7 вересня 2011 року.                                                                      |